# 恋文 (1953年の映画)
『恋文』（こいぶみ）は、1953年公開の日本映画。田中絹代の第1回監督作品。

## 概要

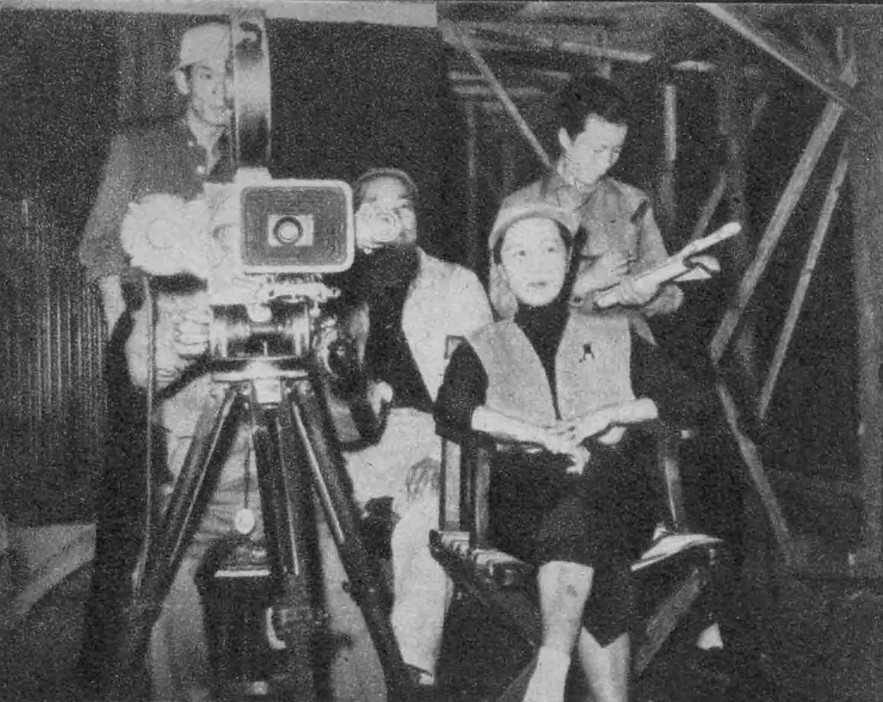
撮影現場。監督の田中絹代、撮影監督の鈴木博。

朝日新聞に連載された丹羽文雄の同名小説が原作で、1954年第7回カンヌ国際映画祭に出品された。
日本映画で女優が映画監督を務めたのは田中絹代が史上2人目であり、その田中の初監督作品である。
笠智衆、入江たか子などの著名俳優がカメオ出演しているほか、田中本人も老いた洋妾役で出演している。

## あらすじ
復員兵かつエリート軍人だった真弓礼吉（森雅之）は、日本に復員した後は弟のアパートで兵学校友人だった山路直人（宇野重吉）の手伝いをして生計を立てていた。山路の仕事は洋妾からアメリカ兵宛のラブレターの代筆であり、多くの洋妾が山路の元を訪れて英語代筆を依頼していた。
その山路を手伝う礼吉の前に、戦前の礼吉の元恋人で、別の男と結婚したはずの道子（久我美子）がやってきた。噂として道子が夫と死別し上京していることを礼吉は耳にしていたものの、清純だった戦前の姿を思い描いていた礼吉は、アメリカ兵相手の洋妾まで落ちぶれた道子の姿に激怒した。
落ちぶれた道子に対し、礼吉は自分を捨てて別の男へ走ったことや清純だったかつてを思い描いていた自分の気持ちが裏切られたことなどに対しきつい言葉で詰り、そしてその後は道子への愛と憎しみに悶え酒に溺れていった。
しかし、道子も夫の戦死後は夫の実家、継母の家で居たたまれなくなって嫁ぎ先を出たのであり、そして横浜の進駐軍関係に勤める中で孤独に苛まれ、そこで道子に対し親切だった外国士官と共に生活するようになっていたのだった。その横浜での生活も、礼吉らが考えていたように娼婦として荒んでいたわけではなく、また現在はその士官とも別れ独り身に戻っていた。
だが、そのような事情を説明しても納得していない礼吉の態度を知り、道子は思い余ってヘッドライトの前へ身投げしてしまった。道子が重傷を負ったことを警察に聞かされた礼吉はそのときになって初めて、道子の前歴がどうであれ、自分にとっては大切な人物であることに気がついた。
道子が治療を受ける病院に向かう車の中で、礼吉は号泣しながら道子が助かるように神に念じ続けた。

## スタッフ
- 監督 - 田中絹代[1]
- 製作 - 永島一朗[1]
- 脚本 - 木下恵介[1]
- 原作 - 丹羽文雄 小説『恋文』[1]
- 撮影 - 鈴木博][1]
- 美術 - 進藤誠吾[1]
- 音楽 - 斎藤一郎[1]
- 録音 - 道源勇二[1]
- 照明 - 藤林甲[1]
- 編集 - 後藤敏男[5]

## キャスト
- 森雅之 - 真弓礼吉[1]（復員兵）
- 加島春美 - 礼吉の少年時代[1]
- 夏川静江 - 母[1]
- 久我美子 - 久保田道子[1]
- 宇野重吉 - 山路直人[1]
- 香川京子 - 保子[1]
- 田中絹代 - 下宿のおばさん[1]
- 関千恵子 - 事務員風の女[1]
- 花井蘭子 - とんかつ屋の主人[1]
- 中北千枝子 - レストランの女[1]（マリー）[6]
- 木下恵介 - 写真屋[1]
- 道三重三 - 洋[1]
- 坪内美子[5] - 道子の母[6]
- 安西郷子[5]
- 高野由美[5]
- 花岡菊子[5]
- 児玉一郎[5]
- 岡龍三[5]
- 原利一[5]
- 光岡早苗[5]
- 三原葉子[5]
- 藤川洋子[5]
- 水帆順子[5]
- 井波静子[5]
- 鈴木俊子[6]
- 入江たか子[5]
- 井川邦子[5]
- 磯野秋雄[5]
- 出雲八重子[5]
- 笠智衆[5]
- 岡村文子[5]
- 高田稔[5]
- 月丘夢路[5]
- 七尾伶子[5]
- 安部徹[5]
- 沢村貞子[5]
- 佐野周二[5]
- 清川玉枝[5]
- 北原文枝[5]
- 三井弘次[5]
- 久保菜穂子[5] - 予告編ナレーション [7]
- 小倉繁[5]
- 大野佳世子[5]
- 邦千代子[5]
- 神代あき子[6]
- 春海テル[5]
- 沖令子[5]
- 西禾実[5]
- 本所良子[5]

## 受賞歴
- 1953年：第8回毎日映画コンクール脚本賞 木下恵介 『日本の悲劇』『まごころ』『恋文』[3][8]
- 1953年：第4回ブルーリボン賞脚本賞 木下恵介『日本の悲劇』『まごころ』『恋文』『愛の砂丘』[3][9]